# Colegiul Național „Al. Odobescu”
Colegiul Național „Alexandru Odobescu”  este una dintre cele mai vechi și prestigioase instituții de învățământ din Pitești.

## Istoric
ISTORIC
10 noiembrie 1919 S-au deschis la Pitești cursurile Școlii normale de Băieți, având 134 de elevi,  instituție a cărei menire era pregătirea învățătorilor atât de necesari în condițiile făuririi României Mari.
6  octombrie 1920 Regele Ferdinand I al României a semnat Înaltul Decret nr. 4045, prin care s-a aprobat ca Școala Normală de la Pitești să poarte numele de „Alexandru Odobescu“.
11 martie 1922 A început construcția localului Școlii Normale de băieți,  pe un teren situat în apropierea stației C.F.R. din sudul orașului, astăzi strada Gheorghe Doja,  nr. 41.
30 ianuarie 1928 La Școala Normală de Băieți s-a desfășurăat un moment evocator dedicat patronului spiritual al instituției, scriitorul, omul de știință, pedagogul, magistratul și academicianul Alexandru Odobescu (1834-1895). Cu acest prilej, doamna Ioana Dumitrescu, fiica sărbătoritului a oferit școlii 800 de volume din biblioteca familiei.
1 septembrie 1933 Prin ordin al Ministerului Instrucțiunii Publice, Școala Normală  de Bãieți „Alexandru Odobescu“ din Pitești și-a încetat activitatea. Începând cu aceeași dată, a fost transferată de la Câmpulung Muscel, la Pitești, Școala ăNormală de Învățătoare, care a preluat baza materială a fostei Școli Normale de Băieți.
1 septembrie 1948 Școala Normală de Învățtoare „Alexandru Odobescu“ s-a transformat în Școala Pedagogică de Fete, preluând baza materială și continuând activitatea instituțiilor de învățământ cu același nume din Pitești.
1 septembrie 1954 Școala Pedagogică de Fete din Pitești s-a transformat în Școala Medie  Mixtă Nr. 3 de 10 ani „Alexandru Odobescu“. A început astfel etapa învățământului liceal.
1 septembrie 1962 Localul liceului din strada Gheorghe Doja, Nr. 41, a fost preluat de Institutul Pedagogic de 3 ani, nou înființat la Pitești, ca primã instituție de învațământ superior a zonei Argeș Muscel. Școala Medie Mixtă Nr. 3 „Alexandru Odobescu“ a început anul de învățământ 1962-1963 într-o nouă clădire, aflată pe strada Negru Vodã Nr. 31, folosită astăzi de Școala Nr. 9, Pitești.
1 septembrie 1964 Datorită creșterii numărului de elevi, liceul s-a transferat într-un alt local, construit în cartierul Craiovei, folosit astăzi de Școala nr. 11 Pitești.
1967 – 1968 În condițiile trecerii la învățământul liceal de 12 ani, instituția a primit titulatura de Liceul Nr. 3 „Alexandru Odobescu“. La sfârșitul acestui an școlar nu au fost absolvenți pentru cursurile de zi.
1 septembrie 1969 Liceul nr.3 „Alexandru Odobescu“ a început să foloseasă o nouă clădire, aflată pe strada Exercițiului nr. 202-204, unde funcționează acum Școala Nr. 2 Pitești.
22 februarie 1970 A avut loc sărbătorirea semicentenarului Liceului „Alexandru Odobescu“, amplă manifestare la care au participat reprezentanți ai autorităților locale, foști profesori și absolvenți. Pe clădirea unde funcționa atunci instituția noastră de învățământ (astăzi Școala Nr. 2) s-a inaugurat următoarea placă: «1919-1969. Această placă s-a așezat cu ocazia sărbătoririi semicentenarului liceului „Alexandru Odobescu“ din Pitești».
17 septembrie 1973 Anul școlar 1973 -1974 s-a deschis în localul actual al liceului, situat în strada Pescarilor Nr. 20, cartierul Războieni. Școala era patronată atunci de I.R.N.E. Colibași.
1 septembrie 1974 Liceul „Alexandru Odobescu“ a devenit Liceul de Electrotehnică și Fizică, instituție școlară specializatã mai ales în pregătirea personalului mediu necesar industriei și cercetării energetice nucleare din județul Argeș.
1 septembrie 1980 Denumirea oficială a instituției a devenit „Liceul de Matematică și Fizică Nr. 1 Pitești“.
1 septembrie 1990 Denumirea oficială a instituției a devenit Liceul Real Umanist „Alexandru Odobescu“ Pitești.
1 septembrie 1993 Denumirea oficială a instituției a devenit Liceul Teoretic „Alexandru Odobescu“ Pitești.
6 octombrie 1994 Consiliul profesoral a hotărât organizarea în perioada 9-12 noiembrie 1994 a „Zilelor cultural științifice ale liceului“ consacrate sărbătoririi a 75 de ani de la înființarea instituției. S-a hotărât ca data de 10 noiembrie a fiecărui an sã devină „Ziua liceului“. S-a dezvelit o placă aniversară și s-a instalat în holul liceului bustul scriitorului Alexandru Odobescu, lucrare în ipsos patinat, realizată de sculptorul Nicolae Georgescu, membru al Uniunii Artiștilor Plastici.
10 octombrie 1999 S-au sărbătorit 80 de ani de existență ai liceului„Alexandru Odobescu“
2001 Prin Ordinul Ministerului Educației și Cercetării Nr. 4049 din 26 iunie 2001 liceul a devenit Colegiul Național Liceal „Alexandru Odobescu“.
2012 Prin OMECTS de redenumire a unităților școlare colegiul nostru are o nouă denumire: COLEGIUL NAȚIONAL ‘ALEXANDRU ODOBESCU